# Ferdinand Lindheimer

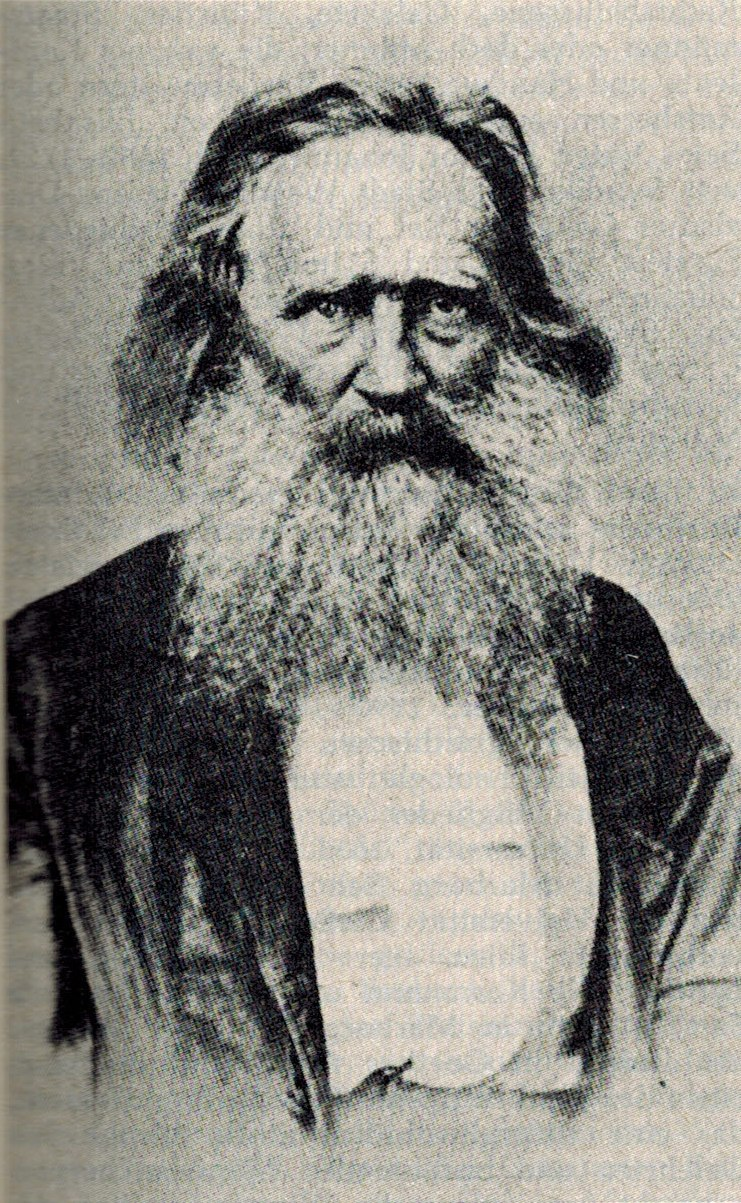
Ferdinand Lindheimer

Ferdinand Jakob Lindheimer (* 21. Mai 1801 in Frankfurt am Main; † 2. Dezember 1879 in New Braunfels, Texas) war ein deutschamerikanischer Botaniker, Journalist und Zeitungsverleger. Sein offizielles botanisches Autorenkürzel lautet „Lindh.“ Sein Beiname in den USA ist „Vater der texanischen Botanik“ („The Father of Texas Botany“).

## Familie
Lindheimer war der jüngste Sohn des Kaufmanns Johann Hartmann Lindheimer in Frankfurt und der Jeanette Magdeline Reisser. Er heiratete 1846 in New Braunfels Eleanor Reinartz. Das Ehepaar hatte zwei Söhne und zwei Töchter.

## Leben
Lindheimer wuchs in Frankfurt in einer wohlhabenden Kaufmannsfamilie auf und besuchte das Frankfurter Gymnasium. Zu seinen Schulfreunden gehörte der spätere Botaniker George Engelmann, mit dem er schon als Kind gemeinsam auf botanische Exkursionen ging. Anschließend studierte er Rechtswissenschaft und Philologie an den Universitäten Wiesbaden, Jena und Bonn, wo er zuletzt ein Stipendium in Philologie erhielt. Nach Abschluss seines Studiums kehrte er nach Frankfurt zurück und wurde Ende des Jahres 1827 Professor für Literatur und Linguistik an der Schule von Georg Bunsen (1794–1872). Dort wurde er Anfang der 1830er Jahre auch politisch aktiv und beteiligte sich am gesellschaftlichen Umdenkungsprozess, der im Ergebnis zu den Frankfurter Studentenunruhen von 1833 führte (Frankfurter Wachensturm). Als Folge dieser Unruhen wurde die Schule geschlossen und sechs Professoren wurden wegen revolutionärer Umtriebe verurteilt. Lindheimer und auch Bunsen emigrierten – wie viele andere deutsche Intellektuelle jener Zeit, die in den USA die „Dreißiger“ genannt wurden – im Jahr 1834 nach Amerika.
In Belleville im St. Clair County traf er viele deutsche Flüchtlinge, darunter sogar auch Kollegen und Studenten aus der Frankfurter Bunsen-Schule. Ende des Jahres 1834 reiste er mit Freunden per Schiff den Mississippi River hinunter und weiter zu Fuß in den Bundesstaat Veracruz in Mexiko und traf dort andere Deutsche auf einer Hazienda, der „deutschen Kolonie“ von Carl Sartorius bei El Mirador nahe Xalapa, wo er in der Nähe eine Anstellung als Manager einer Ananas- und Bananen-Plantage fand. Während seines 16-monatigen Aufenthalts wurde sein Interesse geweckt, Pflanzen und Insekten zu sammeln.
1836 erwachte aber wieder der Abenteurer in Lindheimer, als er die Berichte über den texanischen Unabhängigkeitskampf hörte. Er reiste sofort nach New Orleans (Louisiana) und traf dort auf die Kentucky-Freiwilligen unter General Jerome Bonaparte Robertson (1815–1890). Aber dieser Trupp traf zu spät am Kriegsschauplatz ein, nämlich genau einen Tag nach der Schlacht von San Jacinto. Dennoch meldete sich Lindheimer bei der Armee und diente ein Jahr an der texanischen Grenze unter dem Kommando von Texas Ranger Captain John Coffee Hays (1817–1883). Während seines kurzen Militärdienstes lernte er die Wildnis von Texas, Land und Leute, Einwanderer wie Indianer kennen.
Anschließend arbeitete Lindheimer auf einer Gemüsefarm nahe Houston (Texas). In den Wintern 1839/1840 und 1842/1843 folgte er der Einladung seines Frankfurter Freundes, des Mediziners George Engelmann nach St. Louis, selbst anerkannter Botaniker und später (1859) Mitbegründer und Präsident des neuen Missouri Botanical Garden. Im März 1843 schloss er mit Engelmann einen Vertrag und begann sich in dessen Auftrag professionell gegen Entlohnung mit der intensiven Erforschung der texanischen Pflanzenwelt zu beschäftigen, zusätzlich unterstützt von Asa Gray, Professor an der Harvard University. Die meiste Zeit verbrachte Lindheimer mit einem Pferdekarren und zwei Jagdhunden monatelang allein in unberührter Wildnis, ohne einem Weißen zu begegnen. Die Indianer ließen ihn ungeschoren, da sie ihn wegen seiner medizinischen Kenntnisse als „Medizinmann“ verehrten. Lindheimer war der erste ansässige Pflanzensammler in Texas. In diesen Jahren kam er auch in Kontakt mit anderen Pflanzensammlern wie Pastor Louis C. Ervendberg, Rosalia Kleberg, geborene von Roeder, Ehefrau des Robert Justus Kleberg, oder Otfried Hans von Meusebach.
Lindheimer hatte Meusebach, den Generalkommissar des Mainzer Adelsvereins, 1844 kennengelernt. Ihm und seiner Darmstädter Kolonie schloss sich Lindheimer 1847 als landeskundiger Einwanderer an; man wollte das Land zwischen den Flüssen Llano und San Saba besiedeln. Auch Lindheimer gründete als Freidenker die kommunistische Siedlung „Bettina“ im Llano County, eine als „Latin Settlement“ bezeichnete Siedlung. Doch schon nach wenigen Monaten gaben die Pioniere ihren Plan auf und Lindheimer ging nach New Braunfels, das erst zwanzig Jahre zuvor (1821) von Carl zu Solms-Braunfels, dem ersten Generalkommissar des Mainzer Adelsvereins und Amtsvorgänger Meusebachs, im Comal County gegründet worden war. Hier erbat er sich außerhalb der Siedlung ein wertloses, aber schön gelegenes Stück Land direkt am Ufer des Comal River und baute dort eine Hütte. Hier setzte er seine Forschung fort und baute einen botanischen Garten auf.
Als Ergebnis neunjähriger engagierter Forschung und Sammlung hatte Lindheimer schließlich einige Hundert unbekannte texanische Pflanzenarten entdeckt, wovon allein 48 Spezies noch heute seinen Namen tragen; Beispiele sind die Kakteenart Opuntia lindheimeri und der „Texas Yellow Star“, auch bekannt als „Lindheimer Daisy“ (Lindheimera texana). Seine Partner Engelmann und Gray machten Lindheimers Forschungsergebnisse und Entdeckungen bekannt und erhielten sie so der Nachwelt bis heute. So finden sich noch heute Teile seiner Sammlung von etwa 100.000 Pflanzen nicht nur in den USA, sondern auch weltweit in über zwanzig Instituten, z. B. in Deutschland, Russland, England, Frankreich und Spanien. Große Teile dieser Sammlung wurden auf der Pariser Weltausstellung von 1867 gezeigt. Darüber hinaus gibt es mit der so genannten Rattennatter, der auch als texanische Kückennatter bezeichneten Schlangenart ein Lebewesen, das von ihm entdeckt und nach ihm benannt wurde. Die zoologische Bezeichnung lautet „Pantherophis obsoletus lindheimeri“.
Nach neun Jahren reduzierte Lindheimer seine Forschertätigkeit als Botaniker, zog direkt in die Stadt und gründete 1852 das Wochenblatt Neu-Braunfelser Zeitung, dessen Herausgeber und Redakteur er die nächsten zwanzig Jahre blieb. Diese deutschsprachige Zeitung hielt sich bis zum Ersten Weltkrieg.
Im Bürgerkrieg schlug er sich in seinen Zeitungsartikeln – ganz im Gegensatz zur weit verbreiteten Haltung der übrigen Deutschen – als „überzeugter Südstaatler“ und „Anwalt staatlichen Rechts“ auf die Seite der Konföderierten. Doch mancher Zeitgenosse blieb davon überzeugt, dass Lindheimers Sympathien in Wahrheit doch den Nordstaaten gegolten hätten.
Im Jahr 1872 beendete Lindheimer schließlich seine Tätigkeit als Verleger und arbeitete ab sofort nur noch als Naturforscher. Er tauschte sich hierbei mit vielen anderen Botanikern aus, z. B. mit dem Geologen Ferdinand von Roemer und Pastor Adolf Scheele (1808–1864), der von 1848 bis 1852 einige Artikel über Lindheimers Forschungsergebnisse in der europäischen Fachzeitschrift Linnaea publizierte. Seine Memoiren unter dem Titel Aufsätze und Abhandlungen gab sein früherer Schüler, der spätere Frankfurter Chirurg Gustav Passavant (1815–1893), im Jahr 1879 in Frankfurt am Main heraus.
Während seines Ruhestandes gründete Lindheimer noch eine Privatschule für besonders talentierte Kinder und war als Friedensrichter im Comal County tätig.
Lindheimer starb am 2. Dezember 1879 in seinem Haus in New Braunfels und wurde auf dem örtlichen Friedhof begraben.

## Sonstiges

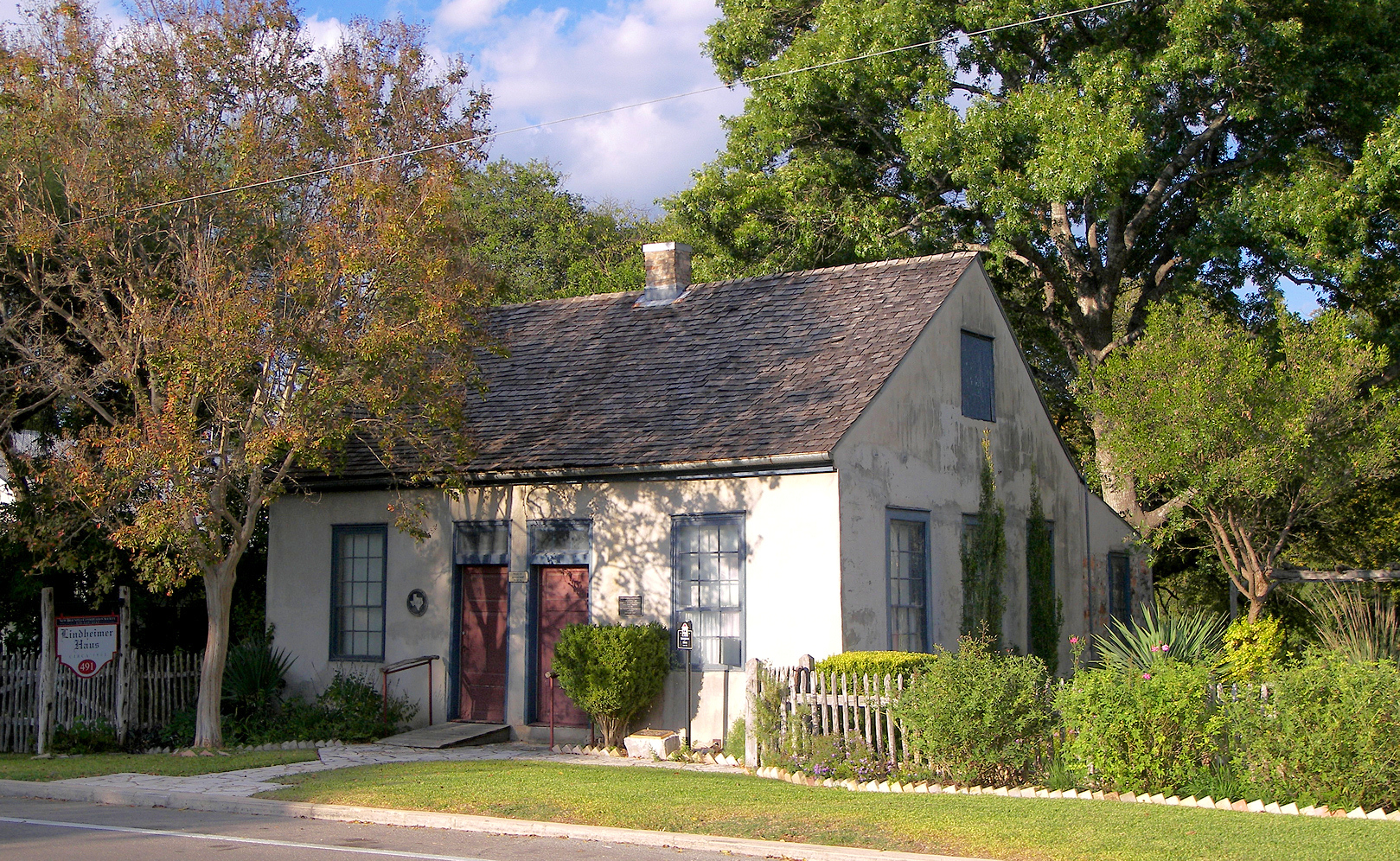
Lindheimers Wohnhaus in New Braunfels

Lindheimers Wohnhaus in der 491 Comal Street in New Braunfels ist heute als Museum allgemein zugänglich.
Am 21. Mai 2001 wurde anlässlich seines 200. Geburtstags im Bundesstaat Texas offiziell der „Lindheimer Day“ gefeiert.

## Schriften
- Neu-Braunfelser Zeitung. New Braunfels ab 1852 (Digitalisate) – als Herausgeber.
- Gustav Passavant (Hrsg.): Aufsätze und Abhandlungen von Ferdinand Lindheimer in Texas. Frankfurt am Main 1879 (Digitalisat).
  - Amerikanische Übersetzung u.d.T.: John E. Williams: The Writings of Ferdinand Lindheimer. Texas Botanist, Texas Philosopher., Verlag Texas A & M University Press, College Station 2020, ISBN 978-1-62349-876-4.